# Südostdeutsche Fußballmeisterschaft 1930/31

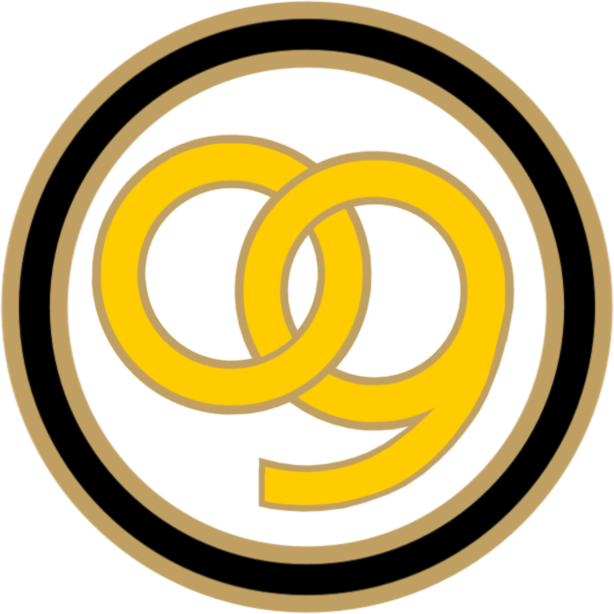
Beuthener SuSV 09 – Südostdeutscher Meister 1931

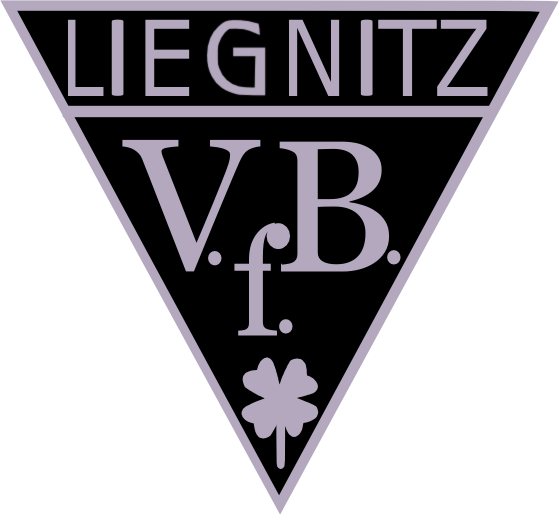
VfB Liegnitz – Südostdeutscher Vizemeister 1931

Die südostdeutsche Fußballmeisterschaft 1930/31 war die zwanzigste Austragung der südostdeutschen Fußballmeisterschaft des Südostdeutschen Fußball-Verbandes (SOFV). Die Meisterschaft gewann zum zweiten Mal der Beuthener SuSV 09 nach Punkten im Endrundenturnier. Durch den Gewinn dieser Verbandsmeisterschaft qualifizierten sich der Verein für die deutsche Fußballmeisterschaft 1930/31, bei der die Beuthener im Achtelfinale nach einer 0:2-Niederlage gegen den Hamburger SV ausschieden. Der VfB Liegnitz konnte sich zum ersten Mal die Vizemeisterschaft sichern und durfte somit ebenfalls an der deutschen Meisterschaft teilnehmen. Nach einer 1:6-Auswärtsniederlage gegen Tennis Borussia Berlin war jedoch ebenfalls im Achtelfinale Schluss.

## Modus

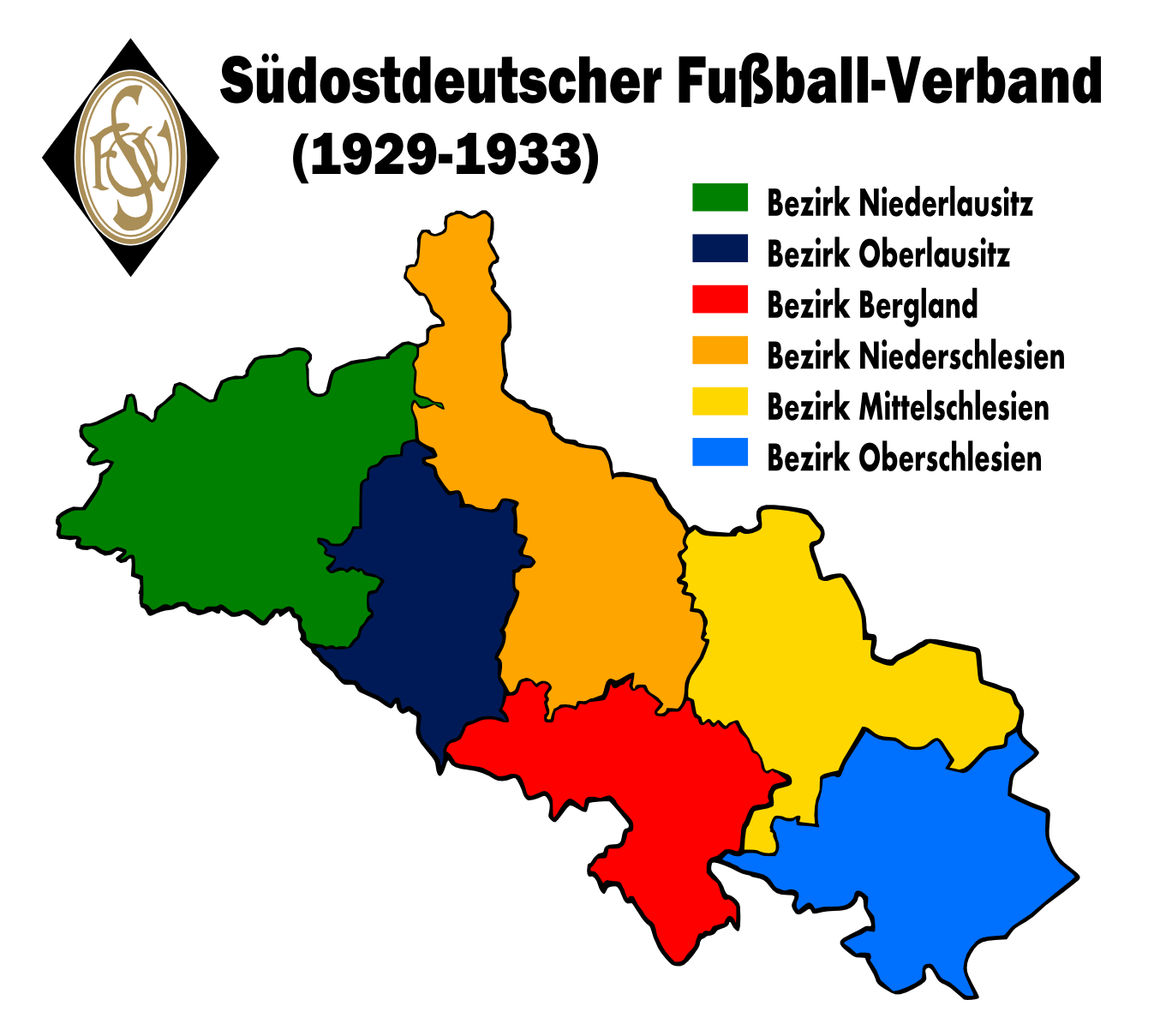
Übersichtskarte der Bezirke des SOFV

Die Spielklassen Südostdeutschlands waren in diesem Jahr erneut in 6 Bezirksklassen eingeteilt, deren jeweilige Meister, sowie Vizemeister, für die Endrunde um die südostdeutsche Meisterschaft qualifiziert waren. Die Bezirke Mittelschlesien und Bergland waren zusätzlich in regionale Staffeln unterteilt.
| Bezirk          | Bezirksmeister                                                                    | Bezirkseinteilung                                  |
| --------------- | --------------------------------------------------------------------------------- | -------------------------------------------------- |
| Niederlausitz   | FC Viktoria Forst                                                                 |                                                    |
| Oberlausitz     | SpVgg Gelb-Weiß Görlitz                                                           |                                                    |
| Niederschlesien | VfB Liegnitz                                                                      |                                                    |
| Mittelschlesien | Reichsbahn SV Schlesien Oels (Provinzmeister) Breslauer SC 08 (Breslauer Meister) | Breslau, Oels-Namslau, Brieg, Obernigk-Trachenberg |
| Oberschlesien   | SC Preußen Zaborze                                                                |                                                    |
| Bergland        | Waldenburger SV 1909                                                              | Ost, West                                          |

## Bezirksliga Niederlausitz
Die Bezirksliga Niederlausitz wurde in einer Gruppe ausgetragen. Der FC Viktoria Forst wurde zum siebten Mal Niederlausitzer Meister und qualifizierte sich somit für die südostdeutsche Meisterschaftsendrunde. Auch der Cottbuser FV 1898 qualifizierte sich als Vizemeister für die Endrunde in Südostdeutschland.
| Pl. | Verein                 | Sp. | S  | U | N | Tore    | Quote | Punkte |
| --- | ---------------------- | --- | -- | - | - | ------- | ----- | ------ |
| 1.  | FC Viktoria Forst (M)  | 14  | 11 | 0 | 3 | 063:190 | 3,32  | 22:60  |
| 2.  | Cottbuser FV 98        | 14  | 8  | 3 | 3 | 038:290 | 1,31  | 19:90  |
| 3.  | SV Hoyerswerda 19 (N)  | 14  | 7  | 2 | 5 | 032:310 | 1,03  | 16:12  |
| 4.  | FV Brandenburg Cottbus | 14  | 6  | 2 | 6 | 042:410 | 1,02  | 14:14  |
| 5.  | FC Askania Forst       | 14  | 5  | 2 | 7 | 031:310 | 1,00  | 12:16  |
| 6.  | FC Deutschland Forst   | 14  | 4  | 4 | 6 | 026:410 | 0,63  | 12:16  |
| 7.  | SC Wacker Ströbitz     | 14  | 2  | 5 | 7 | 019:400 | 0,48  | 09:19  |
| 8.  | VfB Weißwasser         | 14  | 3  | 2 | 9 | 019:380 | 0,50  | 08:20  |

| (M) | Titelverteidiger Bezirk     |
| (N) | Aufsteiger aus den Gauligen |

Aufstiegsrunde:
Qualifiziert waren die Sieger der drei zweitklassigen Gauligen, sowie der Sieger der Lausitzer Turner.
| Pl. | Verein                                       | Sp. | S | U | N | Tore    | Quote | Punkte |
| --- | -------------------------------------------- | --- | - | - | - | ------- | ----- | ------ |
| 1.  | VfB Klettwitz (Sieger Gauliga Senftenberg)   | 6   | 6 | 0 | 0 | 031:600 | 5,17  | 12:0   |
| 2.  | SV Amicitia Forst (Sieger Gauliga Forst)     | 4   | 2 | 0 | 2 | 008:120 | 0,67  | 04:40  |
| 3.  | CSC/Friesen Cottbus (Sieger Gauliga Cottbus) | 5   | 2 | 0 | 3 | 014:110 | 1,27  | 04:60  |
| 3.  | TV Kolkwitz (Sieger Lausitzer Turner)        | 5   | 0 | 0 | 5 | 004:280 | 0,14  | 0:10   |

## A-Liga Oberlausitz
Die Bezirksliga Oberlausitz wurde mit folgendem Tabellenstand beendet. Die SpVgg Gelb-Weiß Görlitz wurde zum zweiten Mal Oberlausitzer Fußballmeister. Da der Vizemeister ebenfalls für die südostdeutsche Endrunde qualifiziert war, nahm der STC Görlitz ebenfalls an dieser teil.
| Pl. | Verein                   | Sp. | S  | U | N  | Tore    | Quote | Punkte |
| --- | ------------------------ | --- | -- | - | -- | ------- | ----- | ------ |
| 1.  | Gelb-Weiß Görlitz        | 14  | 11 | 2 | 1  | 048:170 | 2,82  | 24:40  |
| 2.  | STC Görlitz              | 14  | 9  | 3 | 2  | 047:240 | 1,96  | 21:70  |
| 3.  | SC Halbau                | 14  | 10 | 0 | 4  | 043:220 | 1,95  | 20:80  |
| 4.  | Laubaner SV (M)          | 14  | 9  | 2 | 3  | 042:270 | 1,56  | 20:80  |
| 5.  | Saganer SV               | 14  | 5  | 2 | 7  | 032:320 | 1,00  | 12:16  |
| 6.  | SC Kunzendorf            | 14  | 2  | 3 | 9  | 015:350 | 0,43  | 07:21  |
| 7.  | Sportfreunde Seifersdorf | 14  | 2  | 1 | 11 | 019:470 | 0,40  | 05:23  |
| 8.  | VfB Sorau                | 14  | 1  | 1 | 12 | 013:550 | 0,24  | 03:25  |

| (M) | Titelverteidiger Bezirk |

Relegationsspiele:
Das Hinspiel fand am 14. Mai 1931 in Sorau, das Rückspiel am 31. Mai 1931 in Bunzlau statt.
|                            | Gesamt |                               | Hinspiel | Rückspiel |
| -------------------------- | ------ | ----------------------------- | -------- | --------- |
| VfB Sorau (Letzter A-Liga) | 3:8    | SpVgg Bunzlau (Sieger B-Liga) | 3:5      | 0:3       |

## Bezirksliga Niederschlesien
Die niederschlesische Meisterschaft wurde diese Saison in einer Gruppe ausgespielt, es gewann zum fünften Mal hintereinander der VfB Liegnitz. Der SC Preußen Glogau wurde Vizemeister und durfte somit ebenfalls an der südostdeutschen Meisterschaft teilnehmen.

### Abschlusstabelle
| Pl. | Verein                             | Sp. | S  | U | N | Tore    | Quote | Punkte |
| --- | ---------------------------------- | --- | -- | - | - | ------- | ----- | ------ |
| 1.  | VfB Liegnitz (M)                   | 14  | 10 | 1 | 3 | 043:130 | 3,31  | 21:70  |
| 2.  | SC Preußen 1911 Glogau             | 14  | 9  | 0 | 5 | 051:250 | 2,04  | 18:10  |
| 3.  | FC Blitz Liegnitz                  | 14  | 5  | 4 | 5 | 033:330 | 1,00  | 14:14  |
| 4.  | SC Schlesien Haynau (N)            | 14  | 6  | 2 | 6 | 035:360 | 0,97  | 14:14  |
| 5.  | Vereinigte Grünberger Sportfreunde | 14  | 5  | 3 | 6 | 028:300 | 0,93  | 13:15  |
| 6.  | SC Jauer                           | 14  | 6  | 1 | 7 | 037:420 | 0,88  | 13:15  |
| 7.  | SpVgg 1896 Liegnitz                | 14  | 5  | 0 | 9 | 021:430 | 0,49  | 10:18  |
| 8.  | DSC Neusalz                        | 14  | 3  | 3 | 8 | 025:510 | 0,49  | 09:19  |

| (M) | Titelverteidiger Bezirk      |
| (N) | Aufsteiger aus der 1. Klasse |

### Relegationsspiele
Endrunde der 1. Klassen-Meisterschaft
Die Sieger der 1. Kreisklassen trafen in einer Endrunde aufeinander. Der Sieger nahm an den Relegationsspielen gegen den Letztplatzierten der Bezirksliga teil.
| Pl. | Verein                                                     | Sp. | S | U | N | Tore    | Quote | Punkte |
| --- | ---------------------------------------------------------- | --- | - | - | - | ------- | ----- | ------ |
| 1.  | Liegnitzer BC (Sieger 1. Klasse Liegnitz)                  | 2   | 2 | 0 | 0 | 008:100 | 8,00  | 04:0   |
| 2.  | SC Preußen Glogau II (Sieger 1. Klasse Glogau)             | 2   | 1 | 0 | 1 | 001:500 | 0,20  | 02:20  |
| 3.  | Vgt. Sportfreunde Preußen Wohlau (Sieger 1. Klasse Wohlau) | 2   | 0 | 0 | 2 | 000:300 | 0,00  | 0:40   |

Relegationsspiele:

Das Hinspiel fand am 19. April 1931 in Neusalz, das Rückspiel am 26. April 1931 in Liegnitz und das Entscheidungsspiel am 10. Mai 1931 in Glogau statt.
|                                   | Gesamt |                                  | Hinspiel | Rückspiel | 3. Spiel |
| --------------------------------- | ------ | -------------------------------- | -------- | --------- | -------- |
| DSC Neusalz (Letzter Bezirksliga) | 4:4    | Liegnitzer BC (Sieger 1.Klassen) | 2:4      | 4:2       | 0:0 a    |

## 1. Klasse Mittelschlesien
Die mittelschlesische Meisterschaft wurde in vier regionalen Staffeln ausgetragen. Der Sieger der A-Liga Breslau war direkt für die südostdeutsche Fußballendrunde qualifiziert. Die Sieger der anderen drei Staffeln spielten den Provinzmeister aus, der dann in einer Endrunde zusammen mit dem Provinzpokalsieger und dem Vizemeister Breslau den zweiten mittelschlesischen Teilnehmer an der südostdeutschen Endrunde ausspielten.

### A-Liga Breslau
| Pl. | Verein                            | Sp. | S  | U | N  | Tore    | Quote | Punkte |
| --- | --------------------------------- | --- | -- | - | -- | ------- | ----- | ------ |
| 1.  | Breslauer FV 06 b                 | 14  | 10 | 2 | 2  | 062:230 | 2,70  | 22:60  |
| 2.  | Breslauer SC 08 (M)               | 14  | 10 | 1 | 3  | 062:200 | 3,10  | 21:70  |
| 3.  | Vereinigte Breslauer Sportfreunde | 14  | 8  | 3 | 3  | 046:300 | 1,53  | 19:90  |
| 4.  | VfB Breslau                       | 14  | 7  | 0 | 7  | 029:270 | 1,07  | 14:14  |
| 5.  | SC Vorwärts Breslau               | 14  | 5  | 3 | 6  | 035:330 | 1,06  | 13:15  |
| 6.  | SC Hertha Breslau (N)             | 14  | 4  | 4 | 6  | 029:400 | 0,73  | 12:16  |
| 7.  | Breslauer SpVgg Komet 05          | 14  | 3  | 0 | 11 | 023:590 | 0,39  | 06:22  |
| 8.  | VfR 1897 Breslau                  | 14  | 2  | 1 | 11 | 023:770 | 0,30  | 05:23  |

| (M) | Titelverteidiger Bezirk   |
| (N) | Aufsteiger aus der B-Liga |

Entscheidungsspiel Platz 1:
Aus Terminnot wurde ein Entscheidungsspiel um die Breslauer Fußballmeisterschaft angesetzt. Das Hinspiel fand am 4. Januar 1931, das Rückspiel am 18. Januar 1931 statt.
|                 | Gesamt |                 | Hinspiel | Rückspiel |
| --------------- | ------ | --------------- | -------- | --------- |
| Breslauer SC 08 | 4:3    | Breslauer FV 06 | 3:2      | 1:1       |

### Provinzmeisterschaft Mittelschlesien

#### Gau Oels-Namslau
Der Bestplatzierte aus den Regionen Oels und Namslau durften an der Endrunde um die Provinzmeisterschaft teilnehmen. Aus Terminnot wurden die Sportfreunde Bernstadt 1910 als bester Verein des Gaues Namslau zur Endrunde um die Provinzmeisterschaft gemeldet.
| Pl. | Verein                        | Sp. | S  | U | N  | Tore    | Quote | Punkte |
| --- | ----------------------------- | --- | -- | - | -- | ------- | ----- | ------ |
| 1.  | Reichsbahn SV Schlesien Oels  | 13  | 10 | 2 | 1  | 058:160 | 3,63  | 22:40  |
| 2.  | SpVgg 08 Oels                 | 14  | 8  | 4 | 2  | 025:180 | 1,39  | 20:80  |
| 3.  | VfR Oels                      | 14  | 6  | 3 | 5  | 038:270 | 1,41  | 15:13  |
| 4.  | SSC 1901 Oels                 | 14  | 5  | 5 | 4  | 023:200 | 1,15  | 15:13  |
| 5.  | SC Preußen Namslau            | 14  | 5  | 4 | 5  | 019:350 | 0,54  | 14:14  |
| 6.  | Sportfreunde Bernstadt        | 13  | 5  | 1 | 7  | 027:380 | 0,71  | 11:15  |
| 7.  | Sportfreunde Preußen Konstadt | 14  | 4  | 0 | 10 | 022:350 | 0,63  | 08:20  |
| 8.  | SC Preußen Festenberg         | 14  | 1  | 3 | 10 | 031:540 | 0,57  | 05:23  |

#### Gau Brieg
| Pl. | Verein             | Sp. | S | U | N  | Tore    | Quote | Punkte |
| --- | ------------------ | --- | - | - | -- | ------- | ----- | ------ |
| 1.  | Sportfreunde Ohlau | 10  | 7 | 1 | 2  | 019:180 | 1,06  | 15:50  |
| 2.  | SC Brega Brieg     | 10  | 7 | 0 | 3  | 024:120 | 2,00  | 14:60  |
| 3.  | SpVgg SSC Brieg    | 10  | 7 | 0 | 3  | 031:200 | 1,55  | 14:60  |
| 4.  | SC Preußen Brieg   | 10  | 5 | 1 | 4  | 020:210 | 0,95  | 11:90  |
| 5.  | VfB 1921 Löwen     | 10  | 3 | 0 | 7  | 010:330 | 0,30  | 06:14  |
| 6.  | SpVgg Schill Ohlau | 10  | 0 | 0 | 10 | 000:000 | 1,00  | 0:20   |

#### Gau Obernigk-Trachenberg
| Pl. | Verein                 | Sp. | S | U | N | Tore    | Quote | Punkte |
| --- | ---------------------- | --- | - | - | - | ------- | ----- | ------ |
| 1.  | SV Trachenberg         | 4   | 3 | 0 | 1 | 022:600 | 3,67  | 06:20  |
| 2.  | SC Obernigk            | 4   | 2 | 1 | 1 | 020:500 | 4,00  | 05:30  |
| 3.  | SV Gellendorf-Stroppen | 3   | 1 | 0 | 2 | 003:290 | 0,10  | 02:40  |
| 4.  | TV Gut Heil Prausnitz  | 3   | 0 | 1 | 2 | 003:800 | 0,38  | 01:50  |

#### Mittelschlesische Provinzmeisterschaft
Qualifiziert waren die vier Sieger aus den drei Regionalstaffeln.
Vorrunde:
| Datum             |                                                        | Ergebnis |                                                  | Ort     |
| ----------------- | ------------------------------------------------------ | -------- | ------------------------------------------------ | ------- |
| 25. Dezember 1930 | Reichsbahn SV Schlesien Oels (Sieger Gau Oels-Namslau) | 12:30    | SV Trachenberg (Sieger Gau Obernigk-Trachenberg) | Oels    |
| 25. Dezember 1930 | Sportfreunde Bernstadt 1910 (Teilnehmer Namslau)       | 2:3      | Sportfreunde Ohlau (Sieger Gau Brieg)            | Namslau |

Finale:
| Datum             |                              | Ergebnis |                    | Ort   |
| ----------------- | ---------------------------- | -------- | ------------------ | ----- |
| 28. Dezember 1930 | Reichsbahn SV Schlesien Oels | 7:2      | Sportfreunde Ohlau | Brieg |

### Endrunde um 2. Teilnehmer
In der Endrunde zur Ermittlung des zweiten mittelschlesischen Teilnehmers an der südostdeutschen Endrunde trafen der mittelschlesische Provinzmeister, der mittelschlesische Provinzpokalsieger und der Vizemeister der A-Liga Breslau aufeinander.
1. Entscheidungsspiel
| Datum          |                                                                  | Ergebnis |                                                         | Ort  |
| -------------- | ---------------------------------------------------------------- | -------- | ------------------------------------------------------- | ---- |
| 4. Januar 1931 | Reichsbahn SV Schlesien Oels (Mittelschlesischer Provinzmeister) | 4:1      | SpVgg SSC Brieg (Mittelschlesischer Provinzpokalsieger) | Oels |

2. Entscheidungsspiel
|                 | Ergebnis |                              |
| --------------- | -------- | ---------------------------- |
| Breslauer FV 06 | c -:- c  | Reichsbahn SV Schlesien Oels |

## Bezirksliga Oberschlesien
Die oberschlesische Meisterschaft wurde in dieser Saison in einer Gruppe ausgetragen. Der SC Preußen Zaborze wurde zum dritten Mal Oberschlesischer Meister. Vizemeister und somit ebenfalls für die südostdeutsche Endrunde qualifiziert, wurde der Beuthener SuSV 09.
| Pl. | Verein                             | Sp. | S  | U | N  | Tore    | Quote | Punkte |
| --- | ---------------------------------- | --- | -- | - | -- | ------- | ----- | ------ |
| 1.  | SC Preußen Zaborze (M)             | 14  | 9  | 4 | 1  | 034:180 | 1,89  | 22:60  |
| 2.  | Beuthener SuSV 09 (SOM)            | 14  | 10 | 0 | 4  | 067:320 | 2,09  | 20:80  |
| 3.  | SpVgg Ratibor 03 (N)               | 14  | 7  | 2 | 5  | 036:270 | 1,33  | 16:12  |
| 4.  | SpVgg Vorwärts-Rasensport Gleiwitz | 14  | 7  | 1 | 6  | 037:310 | 1,19  | 15:13  |
| 5.  | VfB 1910 Gleiwitz                  | 14  | 6  | 1 | 7  | 035:390 | 0,90  | 13:15  |
| 6.  | SpVgg Deichsel Hindenburg          | 14  | 3  | 4 | 7  | 025:430 | 0,58  | 10:18  |
| 7.  | Vgt. Oppelner Sportfreunde         | 14  | 3  | 4 | 7  | 022:450 | 0,49  | 10:18  |
| 8.  | SV Delbrückschächte Hindenburg     | 14  | 2  | 2 | 10 | 020:410 | 0,49  | 06:22  |

| (SOM) | Südostdeutscher Titelverteidiger  |
| (M)   | Titelverteidiger Bezirk           |
| (N)   | Aufsteiger aus der 2. Bezirksliga |

## Bezirksliga Bergland
Die Bezirksliga Bergland wurde in zwei Gruppen ausgespielt. Bezirksmeister wurde der Waldenburger SV, Vizemeister und damit ebenfalls für die Meisterschaftsendrunde qualifiziert wurde der VfB Langenbielau.

### Bergland Ostkreis
| Pl. | Verein                             | Sp. | S | U | N | Tore    | Quote | Punkte |
| --- | ---------------------------------- | --- | - | - | - | ------- | ----- | ------ |
| 1.  | VfB Langenbielau                   | 10  | 7 | 3 | 0 | 042:130 | 3,23  | 17:30  |
| 2.  | SV Preußen Schweidnitz             | 10  | 5 | 2 | 3 | 023:150 | 1,53  | 12:80  |
| 3.  | RSV Hertha Münsterberg             | 10  | 5 | 2 | 3 | 019:210 | 0,90  | 12:80  |
| 4.  | SpVgg 1908 Reichenbach             | 10  | 4 | 1 | 5 | 027:270 | 1,00  | 09:11  |
| 5.  | Vereinigte Strehlener Sportfreunde | 10  | 3 | 3 | 4 | 023:320 | 0,72  | 09:11  |
| 6.  | SV Preußen Glatz                   | 10  | 0 | 1 | 9 | 011:370 | 0,30  | 01:19  |

### Bergland Westkreis
| Pl. | Verein                                  | Sp. | S | U | N | Tore    | Quote | Punkte |
| --- | --------------------------------------- | --- | - | - | - | ------- | ----- | ------ |
| 1.  | Waldenburger SV 09                      | 10  | 7 | 2 | 1 | 040:100 | 4,00  | 16:40  |
| 2.  | STC Hirschberg                          | 10  | 6 | 2 | 2 | 017:160 | 1,06  | 14:60  |
| 3.  | VfR 1915 Schweidnitz (M)                | 10  | 6 | 1 | 3 | 035:200 | 1,75  | 13:70  |
| 4.  | SV Preußen Waldenburg-Altwasser         | 10  | 5 | 0 | 5 | 034:260 | 1,31  | 10:10  |
| 5.  | Schweidnitzer FV Manfred von Richthofen | 10  | 2 | 1 | 7 | 015:390 | 0,38  | 05:15  |
| 6.  | SV Silesia Freiburg                     | 10  | 1 | 0 | 9 | 012:420 | 0,29  | 02:18  |

| (M) | Titelverteidiger Bezirk |

### Entscheidungsspiele Abstieg
Spiel um Klassenerhalt:
| Datum         |                                         | Ergebnis |                                     | Ort        |
| ------------- | --------------------------------------- | -------- | ----------------------------------- | ---------- |
| 22. März 1931 | SV Silesia Freiburg (Letzter Westkreis) | 5:1      | SV Preußen Glatz (Letzter Ostkreis) | Waldenburg |

Relegationsspiele:
Das Hinspiel fand am 12. April 1931 in Glatz, das Rückspiel am 19. April 1931 in Bad Salzbrunn und das Entscheidungsspiel am 26. April 1931 in Langenbielau statt.
|                                        | Gesamt |                                      | Hinspiel | Rückspiel | 3. Spiel  |
| -------------------------------------- | ------ | ------------------------------------ | -------- | --------- | --------- |
| SV Preußen Glatz (Letzter Bezirksliga) | 8:4    | VfB Bad Salzbrunn (Sieger 1.Klassen) | 5:1      | 1:2       | 2:1 n. V. |

### Bezirksmeisterschaft Bergland
Das Hinspiel fand am 14. Dezember 1930 in Waldenburg, das Rückspiel am 21. Dezember 1930 in Langenbielau statt.
|                                       | Gesamt |                                    | Hinspiel | Rückspiel |
| ------------------------------------- | ------ | ---------------------------------- | -------- | --------- |
| Waldenburger SV 09 (Sieger Westkreis) | 7:2    | VfB Langenbielau (Sieger Ostkreis) | 4:0      | 3:2       |

## Südostdeutsche Fußballendrunde
Die Endrunde um die südostdeutsche Fußballmeisterschaft wurde in der Saison 1930/31 im Rundenturnier ausgetragen. Erneut bestimmte der SOFV, dass die Teilnehmer aus den drei spielstärksten Bezirken Niederlausitz, Mittelschlesien und Oberschlesien in der Finalstaffel den Südostdeutschen Fußballmeister ausspielten und dass die Teilnehmer aus den schwächeren Bezirken Bergland, Niederschlesien und Oberlausitz in einer gesonderten Gruppe nur den Teilnehmer am Entscheidungsspiel um die Vizemeisterschaft ausspielten. Somit blieb auch in diesem Jahr die theoretische Chance auf den Meistertitel für Vereine aus den drei schwächeren Bezirken verwehrt.

### Finalstaffel
| Pl. | Verein                                                     | Sp. | S | U | N | Tore    | Quote | Punkte |
| --- | ---------------------------------------------------------- | --- | - | - | - | ------- | ----- | ------ |
| 1.  | Beuthener SuSV 09 (SOM) (Vizemeister Bezirk Oberschlesien) | 9   | 5 | 2 | 2 | 027:130 | 2,08  | 12:60  |
| 2.  | Breslauer FV 06 (2. Teilnehmer Mittelschlesien)            | 10  | 4 | 3 | 3 | 023:220 | 1,05  | 11:90  |
| 3.  | Breslauer SC 08 (Sieger A-Liga Breslau)                    | 10  | 4 | 3 | 3 | 014:150 | 0,93  | 11:90  |
| 4.  | SC Preußen Zaborze (Sieger Bezirk Oberschlesien)           | 10  | 3 | 3 | 4 | 024:160 | 1,50  | 09:11  |
| 5.  | Cottbuser FV 1898 (Vizemeister Niederlausitz)              | 10  | 3 | 2 | 5 | 010:260 | 0,38  | 08:12  |
| 6.  | FC Viktoria Forst (Sieger Bezirk Niederlausitz)            | 9   | 3 | 1 | 5 | 018:240 | 0,75  | 07:11  |

| südostdeutscher Titelverteidiger |

Entscheidungsspiel Platz 2:
| Datum            |                 | Ergebnis  |                 | Stadion                     |
| ---------------- | --------------- | --------- | --------------- | --------------------------- |
| 12. April 1931 d | Breslauer FV 06 | 6:3 (3:1) | Breslauer SC 08 | Breslau, Sportplatz Südpark |

### Staffel II
| Pl. | Verein                                                      | Sp. | S | U | N | Tore    | Quote | Punkte |
| --- | ----------------------------------------------------------- | --- | - | - | - | ------- | ----- | ------ |
| 1.  | VfB Liegnitz (Sieger Bezirk Niederschlesien)                | 10  | 9 | 0 | 1 | 048:150 | 3,20  | 18:20  |
| 2.  | SpVgg Gelb-Weiß Görlitz (Sieger Bezirk Oberlausitz)         | 10  | 8 | 0 | 2 | 033:240 | 1,38  | 16:40  |
| 3.  | STC Görlitz (Vizemeister Bezirk Oberlausitz)                | 9   | 4 | 0 | 5 | 031:260 | 1,19  | 08:10  |
| 4.  | VfB Langenbielau (Vizemeister Bezirk Bergland)              | 10  | 4 | 0 | 6 | 027:380 | 0,71  | 08:12  |
| 5.  | SC Preußen 1911 Glogau (Vizemeister Bezirk Niederschlesien) | 9   | 3 | 0 | 6 | 017:360 | 0,47  | 06:12  |
| 6.  | Waldenburger SV 1909 (Sieger Bezirk Bergland)               | 10  | 1 | 0 | 9 | 021:380 | 0,55  | 02:18  |

### Entscheidungsspiele Vizemeisterschaft
Das Hinspiel fand am 26. April 1931 in Breslau, das Rückspiel am 3. Mai 1931 in Liegnitz statt. Das Entscheidungsspiel sollte am 6. Mai 1931 in Breslau stattfinden. Die geplante Partie wurde jedoch auf Protest des VfB Liegnitz abgesagt. Der Sieger wurde per Los ermittelt.
|                                        | Gesamt    |                                  | Hinspiel | Rückspiel | 3. Spiel |
| -------------------------------------- | --------- | -------------------------------- | -------- | --------- | -------- |
| Breslauer FV 06 (Zweiter Finalstaffel) | (L)3:3(L) | VfB Liegnitz (Sieger Staffel II) | 3:2      | 0:1       | 0:0      |